# 蓼沼友重
蓼沼 友重（たでぬま ともしげ、生年未詳 - 慶長14年（1609年））は、戦国時代から江戸時代初期にかけての武将。越後上杉氏の家臣。兄に蓼沼泰重。通称は藤七。旗持城、木場城将。

## 生涯
兄・泰重と共に越後国の大名・上杉謙信に仕えた。
謙信の死後、上杉氏の内乱である御館の乱の際は上杉景勝側に従い、天正8年（1580年）には上杉景虎軍を破り手柄を立てた。以後も景勝に仕え、特に新発田重家の乱では、前線である木場城の守備を命じられ、新潟（新発田重家の領地）代官に任命の約束を受け、阿賀野川で新発田軍の兵船を破るなど活躍し、戦後に感状を賜っている。
慶長14年（1609年）に死去。墓所は米沢市の禅透院。